# Île de la Solitude
L’île de la Solitude ou île Ouedineniïa (en russe : Остров Уединения, Ostrov Ouedineniïa) est une île de la mer de Kara situèe à mi-chemin entre la Nouvelle-Zemble et la terre du Nord au nord de la Russie.
L'île fait 18,5 km de longueur et sa surface est de 20 km2. Bien qu'elle ne soit pas plate, l'altitude de cette île est modérée, car son point le plus haut est de seulement 30 m.
L´île de la Solitude dépend administrativement du kraï de Krasnoïarsk.

## Histoire
Cette île a été découverte le 26 août 1878 par le capitaine norvégien Edvard Holm Johannesen de Tromsø. Il lui a donné le nom de « Solitude » (Ensomheden en norvégien) à cause de sa position isolée, loin de toute terre.
Le professeur russe Vladimir Wiese a voulu explorer la zone autour de l'île de la Solitude avec le brise glace soviétique Malyguine en 1931, mais le mauvais temps, le brouillard et la glace l'en ont empêché. Vize était convaincu qu'il y avait d'autres terres près de l'île de la Solitude. Bien que le professeur fut un expert concernant l'Arctique, à la fin du siècle des photographies par satellite ont démontré que cette île est effectivement solitaire dans sa position, l'île la plus proche étant située à plus de 150 km.
Quelques années après, le gouvernement de l'URSS a entrepris la création d'une station météorologique sur l'île de la Solitude. En septembre 1942 le sous-marin U-251 de la Kriegsmarine commandé par le Capitaine Timm, attaque la petite station soviétique au canon, lors de la dernière action de l'Opération Wunderland. Les dégâts sont réparés et la station météorologique continue à fonctionner pendant la guerre froide.
Depuis mai 1993, l'île de la Solitude fait partie de la réserve naturelle du Grand Arctique, la plus grande réserve naturelle de Russie et l'une des plus grandes du monde. Les phoques, morses, ours blancs et la multitude d'oiseaux marins de diverses espèces qui trouvent refuge sur cette île loin du monde sont protégés officiellement par le statut de réserve naturelle.
La station arctique de l'île de la Solitude a été fermée en 1996.